# Prasutagus
Prasutagus († um 60 n. Chr.) war ein britonischer Herrscher der Icener und Klientelkönig des Römischen Reiches.
Prasutagus könnte einer von jenen elf Königen gewesen sein, die sich nach der römischen Invasion Britanniens 43 n. Chr. Kaiser Claudius unterwarfen. Eher dürfte er aber nach der Niederwerfung der Rebellion der Icener im Jahr 48 n. Chr. gegen den römischen Statthalter Publius Ostorius Scapula als Klientelkönig inthronisiert worden sein. Er konnte sein Reich nominell autonom regieren und starb in hohem Alter um 60 n. Chr. Seine Bemühungen, seinen Nachkommen den Thron zu erhalten, indem er außer seine beiden Töchter auch Kaiser Nero zum Miterben bestimmte, waren indessen vergeblich. Seine Ehefrau Boudicca führte aufgrund der Repressalien nach seinem Tod einen Aufstand an, der etwa 70.000 Römern das Leben kostete.